# Élections législatives de 1951 à La Réunion
Les élections législatives françaises de 1951 se tiennent le 17 juin. Ce sont les deuxièmes élections législatives de la Quatrième République.

## Mode de scrutin
Représentation proportionnelle plurinominale suivant la méthode du plus fort reste dans 103 circonscriptions, conformément à la loi des apparentements : les listes qui se sont « apparentées » avant l'élection remportent tous les sièges de la circonscription si leurs voix ajoutées obtiennent la majorité absolue des suffrages exprimés. Il y a 629 sièges à pourvoir.
Le vote préférentiel est admis. 
Dans le département de la La Réunion, trois députés sont à élire.

## Élus
| Député sortant      | Parti | Parti | Député élu ou réélu               | Parti | Parti |
| ------------------- | ----- | ----- | --------------------------------- | ----- | ----- |
| Raymond Vergès      |       | PCF   | Raymond Vergès                    |       | PCF   |
| Léon de Lépervanche |       | PCF   | Frédéric Champierre de Villeneuve |       | CNIP  |
| Raphaël Babet       |       | UDSR  | Raphaël Babet                     |       | UDSR  |

## Résultats

### Résultats à l'échelle du département
- Il n'y a pas d'apparentement de conclu dans le département.
- Les sièges sont répartis à la proportionnelle entre tous les partis.

| Parti    | Parti        | Tête de liste                     | Résultats | Résultats | Sièges |  |
| Parti    | Parti        | Tête de liste                     | Voix      | %         |        |  |
| -------- | ------------ | --------------------------------- | --------- | --------- | ------ |  |
|          | UDSR         | Raphaël Babet                     | 26 519    | 39,36     | 1      |  |
|          | PCF          | Raymond Vergès                    | 25 580    | 37,96     | 1      |  |
|          | CNIP-RPF-MRP | Frédéric Champierre de Villeneuve | 15 286    | 22,69     | 1      |  |
|          |              |                                   |           |           |        |  |
| Inscrits | Inscrits     | Inscrits                          | 91 236    | 100,00    | 3      |  |
| Votants  | Votants      | Votants                           | 68 404    | 74,98     |        |  |
| Exprimés | Exprimés     | Exprimés                          | 67 385    | 98,51     |        |  |